# Mobilink
Ne doit pas être confondu avec Mobilink (Algérie).
Mobilink est une société de téléphonie mobile implantée au Pakistan.